# Muzeum Hymnu Narodowego w Będominie

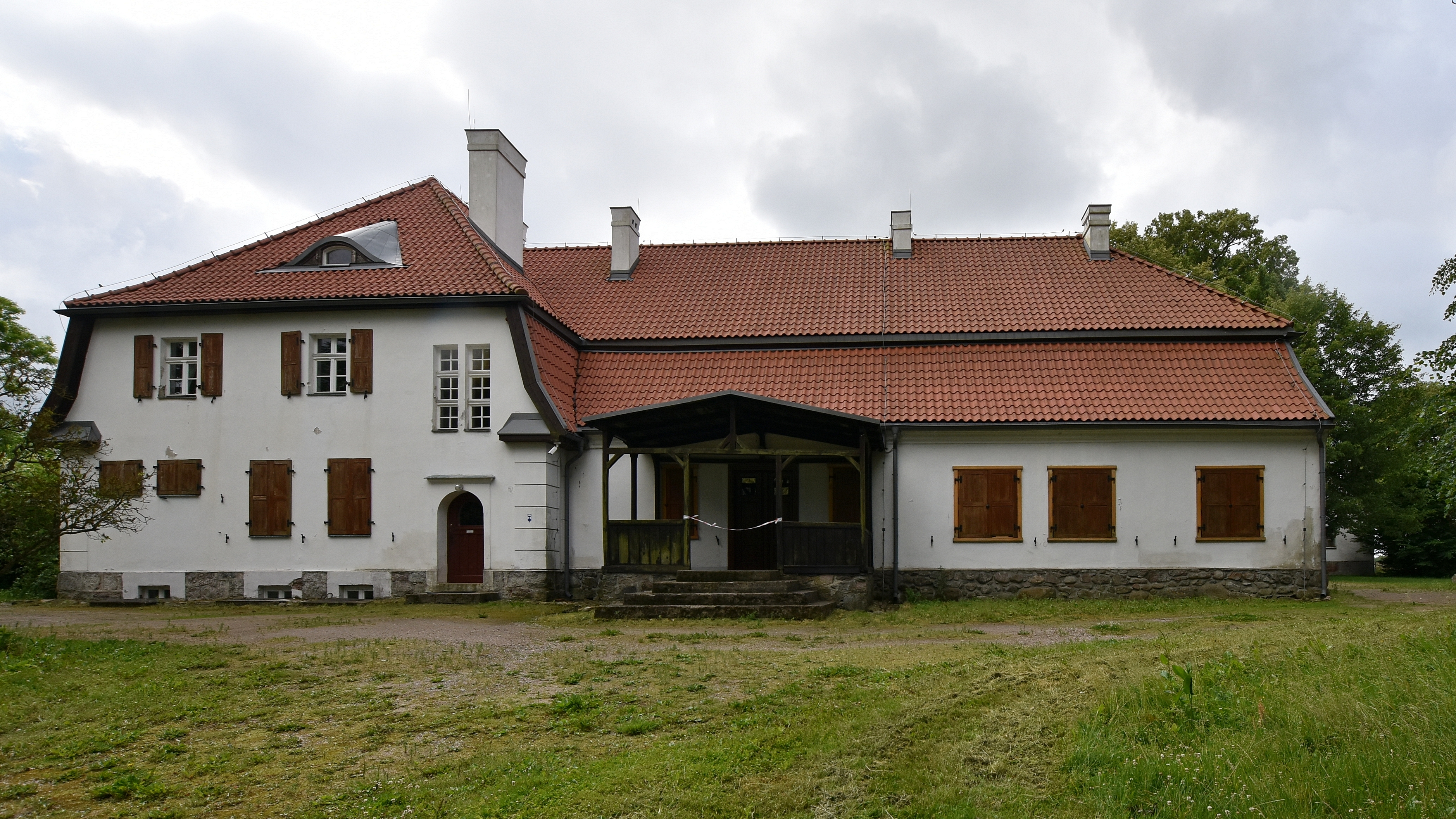
Dwór od strony ogrodowej

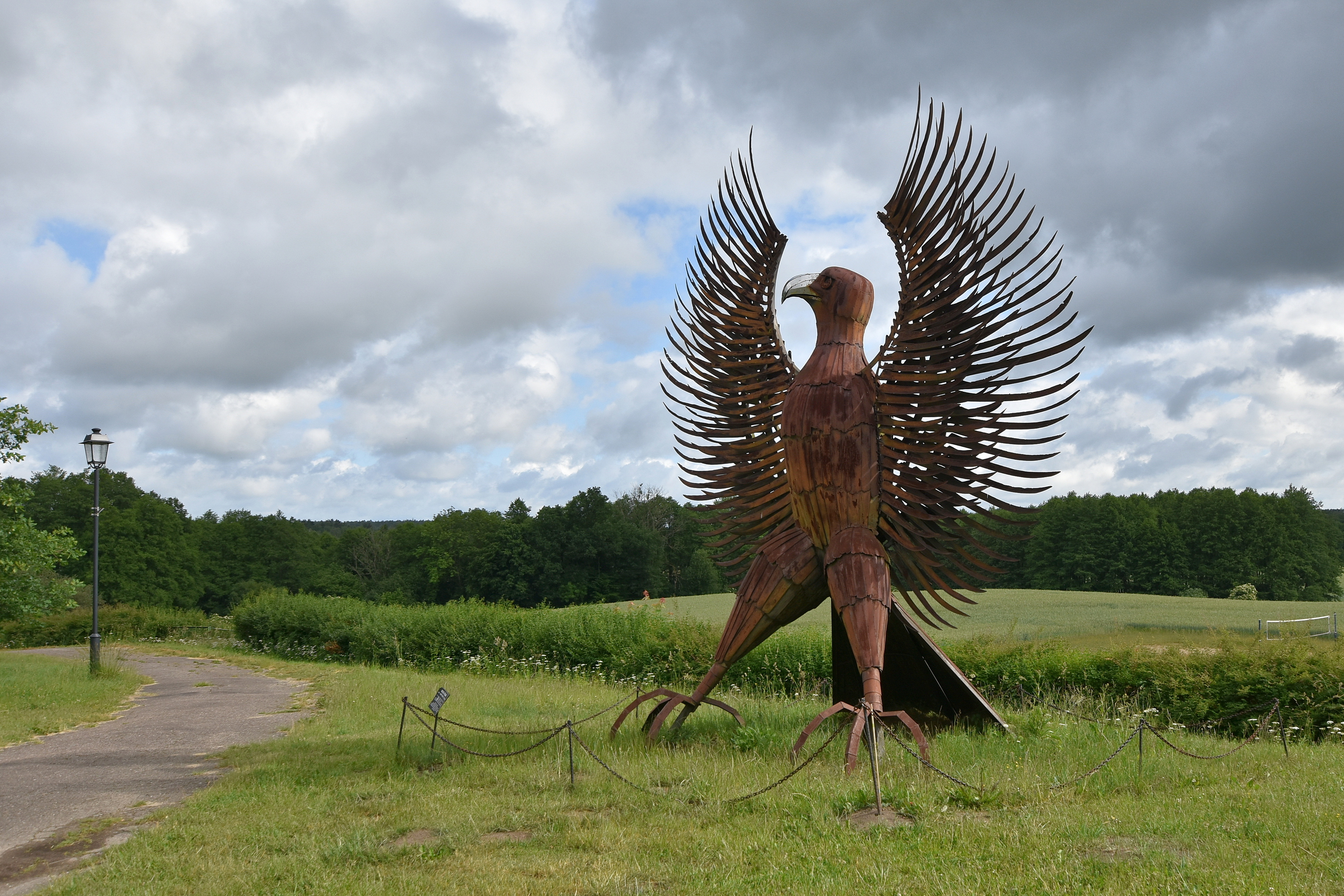
Pomnik orła

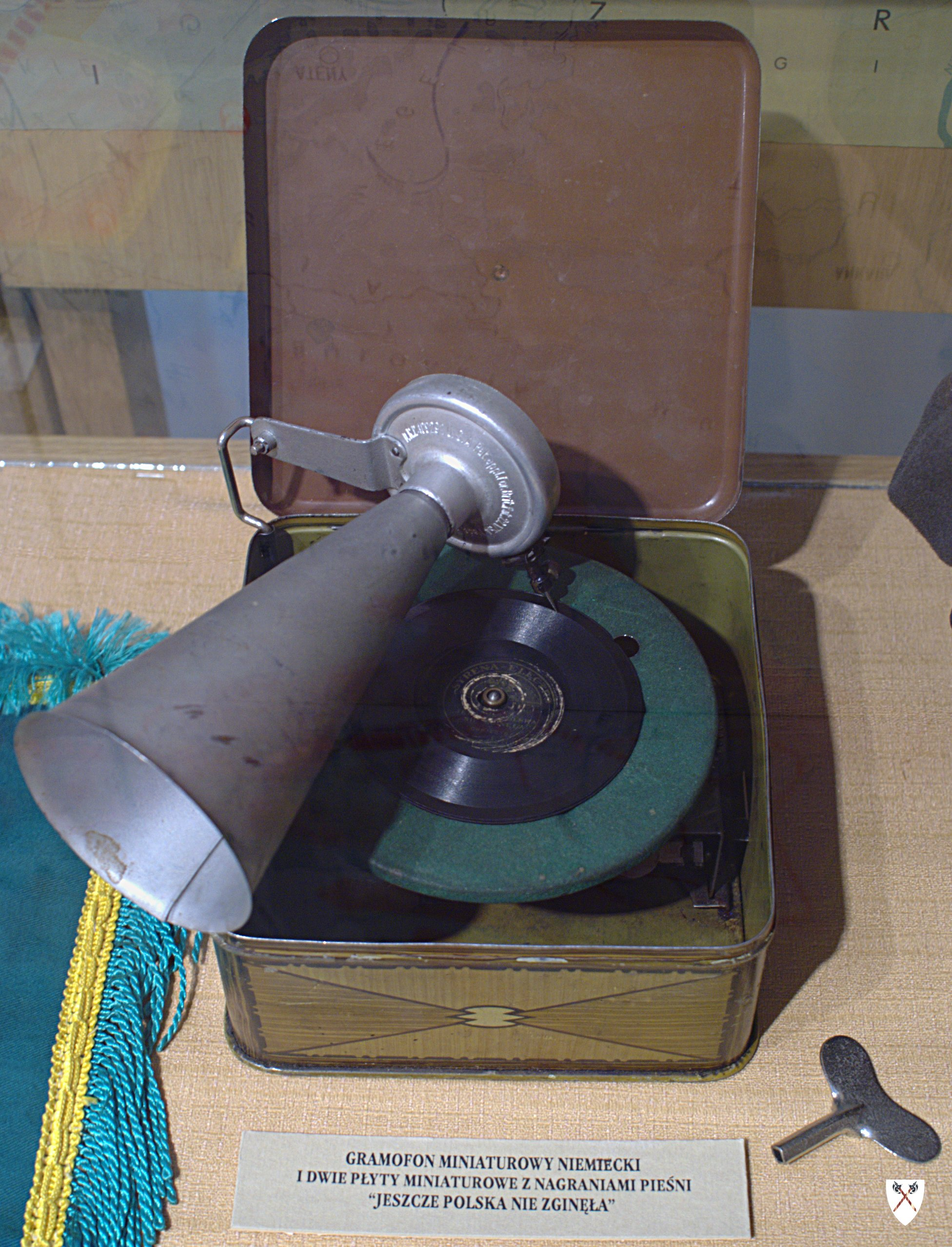
Gramofon miniaturowy i dwie miniaturowe płyty z nagraniem hymnu

Muzeum Hymnu Narodowego w Będominie – oddział zamiejscowy Muzeum Narodowego w Gdańsku, znajdujący się w Będominie na Kaszubach. Muzeum ulokowano w dworze szlacheckim, należącym w latach 1740-1785 do rodziny Wybickich. Tam urodził się Józef Wybicki, twórca tekstu Mazurka Dąbrowskiego, hymnu państwowego Polski.

## Siedziba
Pierwotny budynek zbudowany został przez rodzinę Gleissen-Doręgowskich na początku XVIII wieku i przebudowany na dwór w polskim stylu w latach 1741 i 1772-1773, kiedy Będomin był już w posiadaniu rodu Wybickich. Z tego czasu pochodzi istniejąca do dziś parterowa część dworu. W 1906 roku, gdy właścicielami Będomina była już rodzina Dahlweid, wschodnia część dworu spłonęła i wymagała prowizorycznej przeróbki. Budynek radykalnie przebudowano w 1912 roku, nadając mu formę dwukondygnacyjnej budowli, przykrytej polskim łamanym, czterospadowym dachem. W latach 1977–1978 w dworku przeprowadzono gruntowną renowację i zaadaptowano go na muzeum hymnu państwowego. W ramach prac budynkowi przywrócono wygląd z II połowy XVIII w., natomiast pomieszczeniom nadano wystrój i wyposażono zgodnie z tradycją polskich dworków szlacheckich. 

## Muzeum
Otwarcia muzeum dokonano uroczyście w dniu 17 lipca 1978 roku po wystąpieniu prof. Henryka Jabłońskiego, ówczesnego Przewodniczącego Rady Państwa Polskiej Rzeczypospolitej Ludowej. W muzeum gromadzone są pamiątki po twórcy polskiego hymnu – Józefie Wybickim i innych postaciach z jego epoki, dokumenty dotyczące historii Mazurka Dąbrowskiego, a także elementy wyposażenia dworu z XVIII i początku XIX w. W zbiorach znajdują się: meble, dywany, XIX-wieczne obrazy i kilimy o tematyce patriotycznej, broń (szable i pistolety z XIX w.), biżuteria patriotyczna z okresu powstań narodowych, medale pamiątkowe, telegramy i karty pocztowe o charakterze patriotycznym z początku XX w., dzieła literackie i plastyczne inspirowane "Pieśnią Legionów Dąbrowskiego". Część ekspozycji poświęcona jest wpływowi "Mazurka Dąbrowskiego" na świadomość narodową Polaków.
Najcenniejszą kolekcją muzeum są muzykalia patriotyczne. Tworzą ją: śpiewniki i nuty polskich pieśni (w tym nuty i tekst Mazurka Dąbrowskiego wydane w Paryżu w 1826 r. w językach polskim i francuskim oraz dwie trawestacje hymnu wydane w Niemczech w XIX w.), słowa hymnów innych państw wzorowane na hymnie polskim, różne wersje Mazurka powstające w XIX w., pozytywki wygrywające "Mazurka Dąbrowskiego", najstarsze płyty gramofonowe z nagraniami polskich pieśni hymnicznych (takich jak "Rota", "Chorał", "Warszawianka", "Boże coś Polskę" i "Mazurek Dąbrowskiego"), gramofony z początku XX w. (w tym unikatowy gramofon miniaturowy i dwie miniaturowe płyty z nagraniem hymnu). 
Muzeum organizuje różnotematyczne wystawy okresowe, natomiast wśród stałych ekspozycji można zobaczyć:
- "Polskie symbole narodowe",
- "Losy Mazurka Dąbrowskiego",
- "Józef Wybicki i jego czasy".

Jesienią 2013 w pobliżu muzeum zainstalowany został 5-metrowy pomnik orła, którego skrzydła tworzy około 200 starych kos.